# Stazione di Nakayama-Kannon
La stazione di Nakayama-Kannon (中山観音駅?, Nakayama-Kannon-eki) è una stazione delle Ferrovie Hankyū situata nella città di Takarazuka, nel nordovest della prefettura di Hyōgo. Nella stazione fermano tutti i tipi di treni, dai locali agli espressi. È la stazione di accesso al famoso tempio di Nakayamadera.